# عهدنامه گلستان
عهدنامهٔ گلستان (به انگلیسی: Treaty of Gulistan؛ به روسی: Гюлистанский договор) موافقت‌نامه متارکه جنگی است که در تاریخ دوشنبه ۲ آبان ۱۱۹۲ ه‍. ش برابر با ۲۸ شوال ۱۲۲۸ ه‍.. ق و ۲۴ اکتبر ۱۸۱۳ م. برای توقف جنگ‌های ایران و روسیه در دوره قاجار میان این دو کشور در روستای گلستان توسط رتیشچف به عنوان نماینده روسیه و ابوالحسن شیرازی ایلچی به عنوان نماینده ایران امضا شد. قرار بود با امضای این موافقت‌نامه سرزمین‌های ایران به این کشور مسترد شوند که دربار ایران به دلیل عدم همراهی انگلیسی‌ها که تضمین این موضوع بودند و پیروزی روس‌ها در جنگ با ناپلئون و در نتیجه عدم ضرورت به صلح با ایران از این امر بازماند. به دنبال این ناکامی روسیه بر بخش‌هایی از شمال ایران شامل ایالت گنجه و قره‌باغ، ولایت‌های شکی، شیروان، قبه، دربند، باکو، داغستان و گرجستان، محال شوره‌گل، آچوق‌باشی، گروزیه، منگریل و آبخاز به همراه بخشی از خانات تالش و سواحل دریای خزر حاکم شد.

## زمینه تاریخی

مرز ایران و روسیهٔ تزاری پیش از دوره اول جنگ‌های ایران و روس (این نقشه دقیق نیست و نیمه غربی گرجستان و حدود ۱۵ هزار کیلومتر مربع از شمال داغستان و چچن و اینگوش را شامل نمی‌شود)

### آرزوی پتر
روس‌ها از زمان پتر کبیر به دنبال تصرف قفقاز و پیشروی به سمت جنوب رود ارس به منظور نزدیک‌تر شدن به هندوستان بودند. بعد از شکست‌های پتر در لشکرکشی به این ناحیه، در زمان کاترین دوم این سیاست تشدید شد. با این که در این دوران به لطف همکاری هراکلیوس دوم که گرجستان را تحت الحمایهٔ روسیه اعلام کرد، روس‌ها تواستند پادگان‌های نظامی خود را در شمال این منطقه بنا کنند؛ اما با مرگ کاترین، پاول یکم فرزند و جانشینش قوای روس را از این منطقه فراخواند و بار دیگر این سیاست را به تعویق انداخت.

### الحاق گرجستان به روسیه
خاستگاه جنگ اول روسیه و ایران را می‌توان به تصمیم پاول یکم برای الحاق گرجستان در دسامبر ۱۸۰۰ م. ردیابی کرد و پس از ترور پاول در ۱۱ مارس ۱۸۰۱ م. این سیاست فعالانه توسط جانشین وی، الکساندر یکم با هدف ایجاد کنترل روسیه بر خانات قفقاز شرقی دنبال شد. او در ۱۸۰۲ اعلامیهٔ الحاق گرجستان به خاک روسیه را منتشر و کمی بعد از آن سیسیانوف فرمانده تازه‌منصوب‌شده نیروهای روسی در قفقاز را مأمور کرد تا بعد از در اختیار گرفتن امور گرجستان آنجا را به مرکز فرماندهی عملیات نظامی روسیه در این سرزمین تبدیل کند، همسر و فرزندان گیورگی دوازدهم که به تازگی درگذشته بود را به روسیه انتقال دهد و حکومت محلی گرجستان را منقرض سازد. او به گنجه حمله، و ارگ آن را در ۱۵ ژانویه ۱۸۰۴ م تصرف کرد. والی، جوادخان قاجار زیادلو کشته شد و تعداد زیادی از ساکنان قتل‌عام شدند. او اعلامیه‌ای خطاب به حکام محلی قفقاز صادر کرد و با تهدید و ارعاب از آنان خواست سریعاً تسلیم قوای روس شوند.

### دوره اول جنگ‌های ایران و روس
پادشاه قاجار، فتحعلی‌شاه، تهدید روسیه برای ارمنستان، قره‌باغ و آذربایجان را نه‌تنها به‌عنوان منبع بی‌ثباتی در مرزهای شمال غربی خود، بلکه به‌عنوان چالشی مستقیم برای اقتدار قاجار می‌دید. وی دربار را به سلطانیه منتقل کرد، خواستار عقب‌نشینی سربازان روسی شد و سرانجام دستور داد که یک ارتش از ۳۰۰۰۰ تا ۶۰۰۰۰ مرد، در سرتاسر رود ارس به سرپرستی پسرش، ولیعهد و حکمران آذربایجان عباس میرزا (که نیروهای باقی‌مانده در جنگ علیه روس‌ها را هدایت می‌کرد) مستقر باشد.
حکام و خان‌ها قفقاز سیاست دوگانه‌ای در برابر ایران و روسیه داشتند؛ از یک‌سو به سیسیانوف ابراز اطاعت می‌کردند و از سوی دیگر خواستار اتحاد با عباس میرزا بودند که از سوی دربار ایران مأمور به مقابله با روس‌ها شده بود. در این وضع بعضی از ملیک‌های ارمنی و رهبران دینی آنان آشکارا با ایران دشمنی ورزیدند و به سمت روسیه متمایل شدند. این در حالی بود که دو تن از شاهزادگان گرجی یعنی الکساندر میرزا و تهمورث میرزا بعد از تبعید خانواده‌شان به روسیه نزد عباس میرزا رفته بودند و با روسیه وارد نبرد شده بودند. در این شرایط متعارض روس‌ها با اینکه از همراهی حکام محلی برخوردار بودند اما باز هم نتوانستند به اهداف نظامی خود برسند و شکست‌های سنگینی خوردند. قتل سیسیانوف و ناتوانی قوای شفت برای تسخیر سواحل گیلان از نمونه‌های این شکست‌ها هستند.
سیسیانوف به ایروان حمله کرد که با ارتش عباس میرزا در نزدیکی اچمیازدین روبرو شد. سیسیانوف با تعداد سرباز کمتر اما توپخانه‌ای بیشتر، در ۷ ژوئن عباس میرزا را شکست داد اما نتوانست ایروان را تصرف کند. بین سال‌های ۱۸۰۵ و ۱۸۰۶ م. روس‌ها خان شیروان را ترغیب کردند تا تسلیم شود. خانات قره‌باغ، شکی، باکو و قبه دربند را فتح کردند و آرزوهایی برای الحاق خوی و حتی تبریز داشتند. پس از ناکامی روسیه در محاصره ایروان و تلاش ناموفق برای حمله به گیلان، سیسیانوف در سال ۱۸۰۶ م. هنگام تلاش برای مذاکره با خان باکو، حسینقلی خان ترور شد. بعد از این واقعه روسیه کنترل تمامی مناطق مورد اختلاف در شمال کُر و برخی مناطق بین کر و ارس را به‌دست‌آورد، وضعیتی که به‌طور قابل‌توجهی در مدتِ باقی‌مانده از جنگ تغییر نکرد، اما گسترشِ هرچه بیشترِ آن دشوار بود. تلاش‌هایایوان گودوویچ، جانشین سیسیانوف، برای صلح بی‌نتیجه ماندند. او در ۱۸۰۸ م. تهاجم روسیه را ادامه داد و به‌طور موقت اچمیادزین و نخجوان را اشغال و ایروان را محاصره کرد، اما نتوانست آن را فتح کند. ایروان، تحت فرماندهیِ حسینقلی خان قاجار، جبههٔ دفاعِ ایران برای باقی جنگ شد. قاجارها با فراهم کردن فتوای جهاد و سپس دریافتِ حمایتِ قابل‌توجه از بریتانیا، در سال ۱۸۱۰ م. به قره‌باغ حمله کردند و در نبرد سلطان‌آباد در ارس در ۱۳ فوریه ۱۸۱۲ م. پیروز شدند و قلمرو خود را در تالش پس گرفتند.
در این جنگ‌ها نقش کشورهای اروپایی بسیار مهم بود. چرا که به موازات جبهه‌گیری‌ها در اروپا، بعضی از این کشورها برای مقابله با روسیه به ایران وعدهٔ کمک می‌دادند. این کمک‌ها خود تابع متغیرهایی در اروپا بودند. برای عنوان مثال به دنبال اشغال خانات مختلف از سوی روسیه، فتحعلی‌شاه که مشتاق یافتن متحد بود، درخواست خود را برای حمایت انگلیس در اوایل دسامبر ۱۸۰۴ م. مطرح کرده بود. با این وجود در سال ۱۸۰۵ م. روسیه و انگلیس در ائتلاف سوم علیه فرانسه متحد شدند، که به این معنا بود که بریتانیا در موقعیتی نیست که ارتباط خود با ایران را به بهای از دست رفتن اتحادش با روسیه گسترش دهد و نیاز دارد که از درخواست‌های مکرر شاه برای کمک بگریزد. این موضوع را در اوت ۱۸۰۶ م. چارلز آربوتنات، سفیر انگلیس در امپراتوری عثمانی، عنوان کرد: «برای خشنود کردن امپراتور [روسیه]، ما همهٔ نفوذ خود را در ایران از دست داده‌ایم.» این موضوع راه را برای فرانسه باز کرد تا از ایران برای تحت فشار قرار دادن روسیه و انگلیس استفاده کند. ناپلئون به امید ایجاد اتحاد سه‌جانبهٔ فرانسه، امپراتوری عثمانی و ایران، فرستاده‌های مختلفی را به ایران اعزام کرد، از جمله پیر ژوبر و کلود ماتیو گاردان، که تلاش‌های دیپلماتیک او با عهدنامه فینکنشتاین (که در ۴ مه ۱۸۰۷ م. منعقد شد) به اوج خود رسید. فرانسه ادعای ایران را در مورد گرجستان به رسمیت شناخت و وعدهٔ کمک به آموزش و تجهیز ارتش ایرانی را داد. با این وجود، تنها دو ماه بعد، ناپلئون و الکساندر یکم با آتش‌بس موافقت کردند و پیمان تیلسیت را در ۷ ژوئیه ۱۸۰۷ م. امضا کردند که تعهدات فرانسه به ایران را غیرقابل انجام کرد؛ هرچند که مأموران فرانسه همچنان به ارائه کمک نظامی پرداختند و برای میانجیگری در توافق با روسیه تلاش کردند. تلاش‌های فرانسه به شکست انجامید و باعث شد ایوان گودوویچ محاصرهٔ ایروان را در سال ۱۸۰۸ م. را از سر بگیرد.
افزایش نفوذ فرانسه در ایران، که به‌عنوان مقدمه‌ای برای حمله به هند در نظر گرفته شد، به‌شدت انگلیسی‌ها را به وحشت انداخت، و تجدید روابط فرانسه و روسیه در پیمان تیلسیت به‌راحتی فرصتی را برای بریتانیا مهیا ساخت تا تلاش‌های خود را در ایران از سرگیرد. از سوی دیگر با ناامیدی از فرانسوی‌ها، قاجارها مجدداً به انگلیسی‌ها رو آوردند. همان‌طور که در مأموریت‌های بعدی جان ملکم و هارفورد جونز منعکس شد. براساس پیمان اولیه تهران که توسط جونز در ۱۵ مارس ۱۸۰۹ م. تنظیم شده است، انگلیس موافقت کرد ۱۶۰۰۰ پیاده‌نظام ایرانی را آموزش دهد و تجهیز کند و در صورت تجاوز به ایران از سوی یک قدرت اروپایی، یارانه ۱۰۰۰۰۰ پوندی بپردازد؛ یا درصورتی‌که آن قدرت در صلح با بریتانیا باشد، میانجی‌گری کند. در فصل چهارم آن پیمان به طرف ایرانی وعده داده شده بود که می‌تواند روی کمک انگلستان در برابر قوای روس حساب کند. اگرچه روسیه مشغول برپایی صلح بود و جونز امیدوار بود که توافق اولیه به سرانجام برسد، اما این تحولات عزم فتحعلی‌شاه را برای ادامهٔ جنگ تقویت کرد. با سفر ابوالحسن‌خان به لندن در سال ۱۸۰۹ م و بازگشت وی به ایران با گور اوزلی به‌عنوان سفیر و وزیر مختار در سال ۱۸۱۰ م. روابط انگلیس و ایران بیش از پیش گرم شد. تحت نظارت اوزلی، پیمان اولیه به پیمان دوستی و اتحاد در سال ۱۸۱۲ م تبدیل شد که وعده‌های اولیه کمک نظامی را تأیید کرد و مبلغ یارانه را برای این هدف به ۱۵۰۰۰۰ پوند افزایش داد.
اما بار دیگر صفحهٔ شطرنج اروپا تغییر کرد. ناپلئون در ژوئن ۱۸۱۲ م. به روسیه حمله کرد و باعث شد بار دیگر روسیه و انگلیس متحد شوند. بریتانیا مانند فرانسه پس از تیلسیت، مجبور شد راهی میان ضدیت با روسیه و نقض تعهدات خود در قبال ایران پیش گیرد، و بهترین گزینه این بود که واسطه‌ای برای حل‌وفصل اختلافات بین این دو باشد. روس‌ها متناوباً از شکست سال ۱۸۰۵–۶ و همین اواخر در ۱۸۱۰ م. علاقه‌مند به یافتن یک توافق مذاکره‌شده بودند، هنگامی که الکساندر تورماسوف پس از محاصره ناموفق ایروان جایگزین گودوویچ به‌عنوان فرمانده شده بود و میرزا بزرگ قائم‌مقام تلاش کرده بود تا آتش‌بسی را ترتیب دهد. بااین‌حال روس‌ها برای پایان دادن به جنگ مایل به دادن امتیازات جدی نبودند، و ایرانیان نیز اشتیاق کمتری به فیصله دادن به جنگ داشتند، زیرا از دیدگاه آنان جنگ خیلی بد پیش نمی‌رفت. بااین‌حال، برای اوزلی ناخوشایند بود که نیروهای بریتانیا را در مقابل متحد روسی خود مستقر کند و اینکه به محض رهایی روسیه از نبرد با ناپلئون، اوضاع برای ایران احتمالاً بدتر می‌شد؛ بنابراین او درخواست‌های روسیه برای عمل به‌عنوان واسطه را پذیرفت و به‌دنبال راه‌هایی برای فشار آوردن بر قاجارها جهت پذیرش توافق بود. او اصلاحاتی را برای معاهده‌ای قطعی پیشنهاد داد، درگیری نظامی انگلیس را کاهش داد (دو افسر، چارلز کریستی و لیندزی بتون و برخی از گروهان مشق نظامی با ارتش ایران ترک مأموریت کردند) و تهدید کرد که از پرداخت مبلغ یارانه وعده‌داده‌شده به قاجارها امتناع خواهد کرد.

### مذاکرات اصلاندوز
تا زمان ورود اوزلی هشت سال از جنگ ایران و روس می‌گذشت. این جنگ با تجاوز روس‌ها به قفقاز آغاز شده بود و مقامات قاجاری با توجه به همین مورد، هر وقت از سمت روس‌ها پیشنهادی برای صلح می‌آمد آن را منوط بر تخلیهٔ قفقاز از نیروهای روسی و اتمام سیاست تجاوز نظامی به سرزمین‌های ایران می‌دانستند. با تشدید نبرد بین روسیه و فرانسه، اهمیت آتش‌بس در قفقاز بیشتر می‌شد تا روسیه بتواند روی جنگ با فرانسه متمرکز شود. در فوریه ۱۸۱۲ م. رتیشچف فرماندهی نیروهای روسی را به‌عهده گرفت و مذاکرات صلح را با ایرانیان آغاز کرد. در این مذاکرات میرزا ابوالقاسم قائم مقام نمایندهٔ عباس میرزا و حق‌وردیف نمایندهٔ رتیشچف بودند. در این مذاکرات روس‌ها شرایط غیرقابل قبولی مطرح کردند. در شروط اول و دوم قرارنامهٔ پیشنهادی‌شان آمده بود که قوای ایران و روس در همان مناطقی که هستند باقی بمانند و مرز جدید بین دو کشور بر همان اساس باشد. قائم مقام بعد از شنیدن پیشنهادهای روس‌ها گفت:
... حال که کار مصالحه در میان است باید سرحد مملکتین به هرجا که از قدیم الایام بوده قرار یابد و هریک از دولتین به قاعده انصاف ملک خود را مالک شده، تجاوز از حدود ندارند تا بواعث نفاق از میانه برخیزد و لوازم وفاق به میان آید…— قائم مقام فرهانی
مذاکرات اصلاندوز با ایستادگی نمایندگان طرفین بر سر مواضع خود بی هیچ نتیجه‌ای پایان یافت. اوزلی تلاش کرد عباس میرزا را متقاعد کند که پس از امضای موافقت‌نامه متارکه جنگ سرزمین‌های ایران برگردانده خواهند شد. اما عباس میرزا تجدید مذاکرات را قبول نکرد.

### نبرد اصلاندوز
در ۲۴ شوال ۱۲۲۷ ه‍.ق/۳۱ اکتبر ۱۸۱۲ م. در حالی که رتیشچف در تفلیس بود، ژنرال پیتر کوتلیارفسکی حملهٔ شبانهٔ غافلگیرانه‌ای به اردوگاه ایران در اصلاندوز انجام داد. علی‌رغم گزارش‌های مبالغه‌آمیز فقط دوهزار نیروی رکابی در آن مستقر بودند. به گزارش دروویل عباس میرزا به سرعت آسیب‌های شبیخون را جبران کرد و در زمانی بسیار کوتاه به جای توپ‌خانه‌ای که آسیب دیده بود توپ‌خانه‌ای به مراتب قوی‌تر پدیدآورد.
فتحعلی شاه بعد از شنیدن این خبر قبول کرد که مذاکرات صلح از سر گرفته شوند اما در عین حال به فرزندانش علی سلطان و محمدتقی میرزا دستور داد تا به اردوی او در سلطانیه ملحق شوند. با افزایش خطر انقلاب گرجی‌ها اوزلی در ۱۶ جمادی الاخر سال ۱۲۲۸ به اردوی سلطانیه رفت و با تهدید شاه برای بازپرداخت کمک‌های انگلستان به ایران، اعمال نفوذ عوامل انگلیسی، آشکار شدن ناتوانی ناپلئون در جنگ با روسیه سقوط دژ ایران در لنکران و در نتیجه اشغال مجدد اکثر تالش توسط روس‌ها توانست شاه را مجاب به آتش‌بس یکساله کند. در قدم بعدی اوزلی تلاش کرد میرزا ابوالحسن خان ایلچی را به عنوان نماینده ایران در مذاکرات صلح منصوب کند. چراکه برای بهم نخوردن دوبارهٔ مذاکرات تنها راه ممانعت از حضور عوامل عباس میرزا و گماردن کسی که به انگلستان وابستگی داشت بود. این امر هم با تهدید شاه به قطع کردن کمک‌های انگلستان و اعمال نفوذ اطرافیان شاه که وابسته به انگلستان بودند میسر شد. در سومین اقدام اوزلی به تبریز رفت تا عباس میرزا را متقاعد کند که پس از صلح روس‌ها خاک ایران را تخلیه می‌کنند. عباس میرزا هم با توجه به موافقت شاه، موافقت خود با رفتن میرزا ابوالحسن خان به مذاکرات را اعلام کرد.

## امضای عهدنامه
طرفین برای مذاکره در روستای گلستان در قره‌باغ، با رتیشچف نماینده روسیه و ابوالحسن شیرازی و اوزلی به‌عنوان نماینده ایران دیدار کردند. اوزلی چیزی بیشتر از استفاده از نفوذ خود برای ادامه مسیر در جهت توافق و محافظت از منافع انگلیس انجام نداد، زیرا شرایط واقعی این توافق‌نامه اساساً توسط رتیشچف دیکته شده بود. ایلچی وقتی به آنجا رسید، متن پیش‌نویس را برای عباس میرزا فرستاد اما از آنجا که چیزی در مورد استرداد سرزمین‌های ایران در آن متن نیامده بود، عباس میرزا صراحتاً با آن مخالفت کرد. در این زمان اوزلی وارد عمل شد و گفت با وجود اینکه در آن متن از استرداد نامی نیامده است:
اما بر عالم مشخص است که مطالبه‌ای که دولت ایران از دولت روسیه داشته باشد، سوای استرداد ولایات چیز دیگری نمی‌تواند بشود. علاوه از آن هم، سند قدیم سردار روسیه در دست دارم که در آن نوشته است که بعد از مصالحه نمودن، می‌تواند توقع پس گرفتن ولایات را نماید. این کاغذ را برای دولت خود فرستادم و برای دولت من همین دست آویز کافی است…، لهذا بینی و بین‌الله عرض می‌کنم که به جهت این شرط علیحده، اراده صلح را به جنگ تبدیل نمودن صلاح نمی‌بینم، دیگر نواب والا اختیار دارد… هرچه در دل دولتخواه رسیده است، عرض می‌کنم که به هر کیفیت صلح نمودن به از جنگ است.— سر گور اوزلی، ابوالقاسم طاهری (۱۳۵۳)، تاریخ روابط بازرگانی و سیاسی ایران و انگلیس، ج۱، تهران: انجمن آثار ملی، صص ۴۶۴ و ۴۷۷.
به علت فقدان اسناد و مدارک آرشیوی و سکوت منابع داخلی در مورد این موافقت‌نامه نمی‌توان به درستی دریافت که به چه صورت دو هفته بعد از اعتراض عباس میرزا به متن پیش‌نویس، ایلچی متن موافقت‌نامه را در تاریخ ۲۹ شوال ۱۲۲۸ ه‍.. ق/۲۴ اکتبر ۱۸۱۳ م. تأیید کرد. هیچ سندی مبنی بر پاسخ عباس میرزا به اوزلی وجود ندارد اما چیزی که مشخص است این است که این موافقت‌نامه حداقل از دید طرف ایرانی به معنای عهدنامه‌ای قطعی که به سبب آن اراضی ایران به روسیه الحاق شوند نبوده است. این موافقت‌نامه در سپتامبر ۱۸۱۴ م. در تفلیس تصویب شد.

## فصول عهدنامه

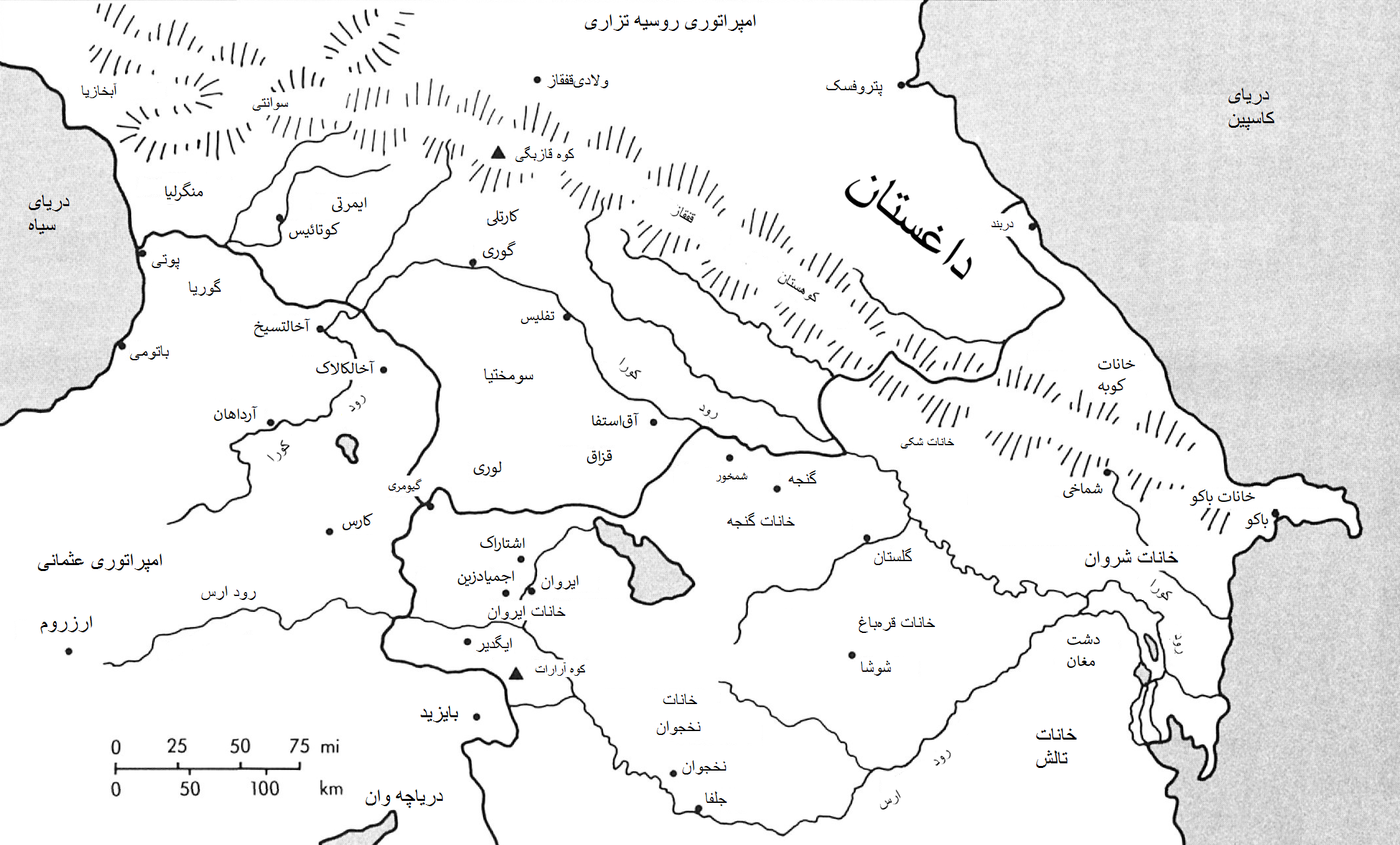
نقشه قفقاز در اوایل قرن نوزدهم میلادی

این موافقت‌نامه در سپتامبر ۱۸۱۴ م در تفلیس تصویب شد. این قرارداد توقف همهٔ خصومت‌ها را بین روسیه و ایران (فصل ۱) و تعیین حدود مرزی بین آن‌ها را براساس «وضعیت فعلی» فراهم کرده است، یعنی هر یک از طرف‌ها اساساً قلمرو خود را تحت کنترل خود نگه می‌دارند. مرز بین دو قدرت در امتداد خطی از «آدینه‌بازار مشخص شد، و مستقیماً به‌سمت دشت مغان به سمت قسمت‌های آنس (ارس) در یدی بلوک، از ارس به محل اتصال کپنک‌چای در پشت تپه مقری؛ از آنجا مرز قره‌باغ و نخجوان از بالای کوه‌های آلاگوز تا در-آلاگوز است، و از آنجا مرز قره‌باغ، نخجوان، ایروان و نیز بخشی از گرجستان و قازاخ و شمس‌الدین‌لو توسط اشیک میدان جدا شده است. از ایشک میدان خط زنجیره‌ای از کوه‌ها در سمت راست و رودخانه حمزه چمن، و از قله کوه‌های پنبک به شوره‌گل و از آنجا در امتداد آلاگوز در امتداد روستای شوره‌گل و بین آنهایی که از روستای مستره می‌گذرد تا اینکه به رودخانه آرپا برسد.» از آنجا که اوضاع در تالش همچنان مورد اعتراض بود، برای حل‌وفصل به کمیسیون بعدی واگذار شد (فصل ۲). شاه ایران مجبور شد حاکمیت تزار بر گرجستان، مینگرل، آبخاز، گنجه، قره‌باغ، قبه، دربند، باکو، داغستان، شکی و سایر سرزمین‌ها را به‌رسمیت بشناسد (فصل ۳). این نه‌تنها ازدست‌رفتن حاکمیت ایرانیان بر قفقاز را منعکس می‌کند، بلکه ادعاهای عثمانی را نسبت به برخی از این سرزمین‌ها کم کرد. روس‌ها این حق را پیدا کردند که «شاهزاده‌ای را که به‌عنوان وارث معرفی می‌شود، به‌رسمیت بشناسند، و در صورت لزوم بتوانند به او کمک کند تا هرگونه حزب مخالف را سرکوب کند (فصل ۴)». این زبانِ به عمد مبهم به منظور دستیابی به درخواست خاص روسیه برای حمایت از عباس میرزا به‌عنوان جانشین سلطنت بود و به‌طور ضمنی درخواست پیش‌گیرانه و توهین‌آمیزِ شناخت رسمی فتحعلی به‌عنوان شاه در این پیمان بود. درحالی‌که ممکن است این ماده برای کاهش این ترس گنجانده شده باشد که شاهزادگان رقیب سعی کنند از ضررهای ارضی ناشی از این پیمان به‌عنوان ابزاری برای بی‌اعتبار کردن و جایگزینی عباس میرزا به‌عنوان وارث بلافصل استفاده کنند، اما همچنین پیش‌زمینه‌ای خطرناک را ایجاد کرد که روسیه نه‌فقط حق «به‌رسمیت شناختن» بلکه در واقع تصویب — یا به‌طور ضمنی وتو — تعیین ولیعهد ایرانی را داشته باشد. روسیه همچنین حق دسترسی کشتی‌های تجاری خود را به بندرها ایرانی خزر و حق انحصاری نگهداری کشتی‌های جنگی در خزر را تضمین کرد (فصل ۵). فصول باقیمانده (۶–۱۱) برای تبادل زندانیان، انتصاب سفیران، روابط تجاری، گمرک کالاها و سایر امور روزمره ترتیب داده شده است.

## قطعیت عهدنامه
با استناد به ادلهٔ زیر می‌توان قطعیت عهدنامه را زیر سؤال برد:
- لازمه قطعی تلقی شدن هر عهدنامه‌ای مبادلهٔ آن و امضایش توسط مقامات بلندپایهٔ کشورهاست. نه تنها هیچ سند و اشاره یا حتی شاهدی برای تأیید این عهدنامه توسط شاه یا عباس میرزا وجود ندارد، بلکه فتحعلی شاه تا سال‌های بعد کوشش می‌کرد تعهدات رتیشچف و اوزلی برای استرداد سرزمین‌های ایران عملی شوند.
- با اینکه در فصل سوم این موافقت‌نامه در مورد واگذاری سرزمین‌های قفقاز به روسیه صحبت شده است اما باید توجه داشت که در شروع این فصل آمده است:

ولایات خان‌ها نشین که تا حال در تحت تصرف و ضبط هر یک از دولتین بوده، کماکان در ضبط و اختیار ایشان بماند.— غلامعلی وحید مازندرانی(۱۳۵۰)، مجموعه عهدنامه‌های تاریخی ایران، تهران:وزارت امور خارجه، صص ۱۲۷–۱۳۰.
چنین برمی‌آید که این مصالحه در حقوق بین‌الملل بر مبنای استاتکواوپرزندیم بوده است. به این معنا که به معنای مصالحه قطعی و عهدنامه دائمی نیست بلکه موافقت‌نامه‌ایست میان دو کشور در حال جنگ برای توقف سریع درگیری‌ها و به قصد تسهیل گفت‌وگو برای مصالحه. همین نکته شاه و عباس میرزا را قانع می‌کرد که فعلاً درگیری‌ها را تمام کنند و بعدها نماینده‌ای به دربار تزار بفرستند و در مورد بازپس‌گیری مناطق ایران به عهدنامه‌ای قطعی برسند.
- صحبت‌های اوزلی که در بخش امضای عهدنامه به آنان اشاره شد.
- اوزلی در گزارشی در تاریخ ۱۶ رمضان ۱۲۲۹ ه‍.ق/ ۱ سپتامبر ۱۸۱۴ به وزیر خارجه انگلستان نوشت: با وجود قول‌هایی که به ایران داده بودم و علی‌رقم پرسش خود تزار در این باب که «به نظر وی چطور می‌توان این صلح را بهتر تضمین نمود» فقط (جسارت) ورزیده و از امپراتور خواستار رعایت حال ایرانی‌ها و برخوردی محبت‌آمیز و آشتی‌طلبانه با آنان شدم و آنگاه در مورد اراضی نیز گفتم که شاه ایران خواستار هیچ واگذاری نیست.— سر گور اوزلی، گزارش سرگور اوزلی به کاسل‌ری Fo.609
- جیمز موریه جانشین اوزلی در ایران در ۷ رجب ۱۲۲۹ ه‍.ق/ ۲۵ ژوئن ۱۸۱۴ در نامه‌ای به وزیر خارجه انگلستان به حقوق ایران اشاره کرده و گفته است: در صورت عدم رضایت تزار به بازگرداندن مناطق متصرفی، ایرانی‌ها از ما توقع همراهی خواهند داشت، اما باید اطمینان داشته باشید که این جانب از وظایف مأموریت خود به خوبی آگاه است و در صورتی که روس‌ها، اراضی ایران را مسترد نسازند، من ایرانی‌ها را به قبول شرایط جدید وادار خواهم کرد و منافع انگلستان را در نظر خواهم داشت.— جیمز موریه، گزارش جیمز موریه به لرد کاسل‌ری، ۲۵ ژوئن: ۱۸۱۴، Fo.609
- تلاش‌های میرزا ابوالحسن خان ایلچی و دربار ایران برای برگرداندن اراضی از دیگر مویدهای این مدعا هستند.[۱]

## پیامدها

### تلاش ایران برای استرداد سرزمین‌ها
بعد از امضای عهدنامه میرزا ابوالحس خان ایلچی به روسیه رفت تا ترتیب استرداد اراضی را بدهد. در سفرنامهٔ او و سایر اسناد هیچ دلیل دیگری برای سفر او به روسیه ذکر نشده است. او وقتی به سن پترزبورگ رسید و فهمید که تزار به پاریس رفته است، از آنجاکه عجله داشت زودتر اراضی کشور مسترد شوند، خواست به پاریس برود اما تزار با نامه‌ای جلوی او را گرفت. میرزا محمد هادی علوی شیرازی که همراه ایلچی به روسیه رفته بود در سفرنامه‌اش آورده که ایلچی در روسیه متوجه شده است که خبری از استرداد سرزمین‌های ایران نیست و بسیار پریشان احوال شده است. ایلچی وقتی که موضوع مأموریت خود را با سفیر انگلستان در روسیه مطرح کرد، سفیر موافقت‌نامه گلستان را عهدنامه‌ای خواند که بر اساس تعهد نمایندگان روسیه و انگلستان برای استرداد سرزمین‌های ایران به امضا رسیده بود. الکساندر امپراتور روسیه در ملاقاتش با ایلچی که شرح آن در اسناد آرشیوی وزارت امور خارجه انگلستان آمده است، به ایلچی وعده داد که سرزمین‌ها را به ایران پس خواهد داد و بعد از مدتی الکساندر یرملوف را به قفقاز فرستاد تا مطالعاتی در این زمینه انجام دهد و قسمتی از اراضی ایران را برگرداند.

ایلچی بار دیگر در صفر ۱۲۳۱ ه‍.ق با لرد کاث کارت سفیر انگلستان در روسیه دیدار کرد و با اینکه کارت آنطور که باید با او همراهی نکرد اما از گزارشی که از این دیدار در دست است مشخص می‌شود او نیز اطلاع داشته است که عهدنامه منوط به استرداد ولایات ایران بوده است. میرزا محمد هادی علوی شیرازی در این مورد چنین آورده است:
لرد کلارک نقشه ولایات ایران، تصرفی روسیه را آورده و ملاحظه نموده، نزد صاحبی ایلچی مذکور نمود که: از اینکه حال ناپلیان که دشمن قوی روسیه بود از میان رفته و دیگر به هیچ وجه دشمنی در مقابل ندارند و غرور و کبر بسیار به هم رسانیده‌اند، من مشکل می‌بینم که ولایتی را به دولت ایران پس بدهند و منتقل سازند. خاصه ولایت قراباغ که تعریف زیاد از حد از آنجا نزد امپراتور کرده‌اند و چنین می‌داند که بهتر از آن جایی نیست. در این صورت من که ایلچی بزرگ دولت انگلیس هستم، صلاح و خیرت احوال شما را می‌دانم که به همین مصالحه قانع و قایل شده باشید و ادعای ولایت رد کردن از آنها ننمایید، زیرا که امروز دولتی از دولت روس قوی‌تر در همه عالم نیست و بالفعل ده صد هزار سپاه جرار دارد و با آنها جز به طریق دوستی و اتحاد، قسم دیگر نمی‌توان رفتار کرد…— میرزا محمد هادی علوی شیرازی، فتح‌الله عبدالله‌یف (۱۳۵۶)، گوشه‌هایی از مناسبات روسیه و ایران و سیاست انگلستان در ایران در قرن نوزدهم، ترجمه غلامحسین متین، تهران: نشر ستاره، صص ۱۰۰–۱۰۱ و ۱۰۷.
در ادامهٔ تلاش‌های میرزا ابوالحسن خان ایلچی، مقامات روس از او خواستند درخواست‌های خود را به صورت مکتوب تنظیم و ارائه کند. او نیز سریعاً این کار را کرد. در بند اولین این نوشته مشخص کرد که باید عهدنامه‌ای مفصل میان دو کشور بسته شود که در آن مرزهای کشورها مشخص باشد و در بند دوم خواستار استرداد ولایات ایران شد. در بند سوم نیز صراحتاً آورد:
مطلب سیم این که کلاً اگر ولایات متصرفی را رد نمی‌نمایند، گرجستان و داغستان متعلق به دولت علیه روس بوده، مابقی ولایات تصرفی را رد نمایند و در خسران آنها هم به طریقی فیمابین قرار یابد، باز حاضر است.— میرزا ابوالحسن خان شیرازی، میرزا محمد هادی علوی شیرازی (۱۳۷۳)، دلیل‌السفرا، سفرنامهٔ میرزا ابوالحسن خان شیرازی (ایلچی) به روسیه، به کوشش محمد گلبن، تهران: مرکز فرهنگی آسیا، ص ۲۶۴–۲۶۵.
در ۱۰ رجب سال ۱۲۳۱ ه‍.ق بعد از ناکامی میرزا ابوالحسن خان در استرداد ولایات ایران، او به وزیر امور خارجه انگلستان چنین نوشت:
من حالا با دست خالی به ایران برگشت و نمی‌دانم قبله عالم با من چه کرد. تقاضای من از آن مقام این است که مرا فراموش نکرد، و فراموش نکرد که من با برقراری صلح، برای انگلستان چکار کرد. شما این را هم فراموش نکنید که به خاطر قسم به شرف یک مرد انگلیس، قسم به شرف سفیر انگلیس و قول‌های حتمی که در ایران به من داده شد از قبله عالم استدعا کرد، صلح را قبول کنند. و اگر اوضاع همین‌طور بماند که حالا هست، برای شرف انگلستان خیلی بد. من خیلی متأسف. و فکر می‌کنم به زودی روزی می‌رسد که چشم‌های شما باز شود و مصالح واقعی و ارزش دوستی با پادشاه ایران را دید.— میرزا ابوالحسن خان شیرازی، دنیس رایت (۱۳۶۴)، ایرانیان در میان انگلیسی‌ها، ترجمه کریم امامی، جلد ۱، تهران: نشر نو با همکاری انتشارات زمینه، ص ۱۲؛ ارجاعات ص ۴۳۳.
سر هنری ویلاک، سفیر انگلستان در ایران در ۱۳ صفر ۱۲۳۲ ه‍.ق با فشارهای فتحعلی شاه برای استرداد سرزمین‌ها به ایران با نامه‌ای به شاه نوید داد که در نهایت این سرزمین‌ها به ایران مسترد خواهند شد.
با شکست سفر میرزا ابوالحسن خان شیرازی و بی‌نتیجه ماندن مکاتبات شاه با مقامات انگلیسی. میرزا ابوالحسن خان شیرازی در رجب ۱۲۳۳ ه‍.ق به انگلستان فرستاده شد تا در مورد خواسته‌های ایران و تعهدات اوزلی از نزدیک با مقامات لندن دیدار و گفت‌وگو کند. او در ۲۶ شعبان ۱۲۳۴ ه‍.ق با وزیر امور خارجه بریتانیا اولین ملاقات رسمی خود را داشت. او در این ملاقات از انگلستان شکایت کرد و گفت:
ایران با توجه به همین تعهد سفیر انگلیس بود که با روسیه صلح کرد. دولت انگلیس به موجب اصول عدالت متعهد بود تا وزیران در این زمینه را که در اثر اقدامات انگلستان به وجود آمده مورد توجه قرار دهد. وانگهی چرا انگلستان عهدنامه‌ای را که توسط سر گور اوزلی با ایران بسته شده بود سه سال بعد تغییر داد؟ چرا ایالات شمالی ایران که روزها وعده تخلیه آنها را داده بودند و سفیر انگلیس هم این وعده را مورد تأیید قرار داده بود به ایران بازگردانده نشد؟ چرا ایران وادار شد قشونی با هزینه زیاد به سبک قشون اروپایی ایجاد کند سپس کاری کنند که این قشون منحل گردد؟ اکنون بفرمایید با این اوضاع آشفته که شما مسبب آن بوده‌اید چه کنیم؟ روزها پس از امضای عهدنامه صلح پیوسته به مرزهای ما دست‌اندازی می‌کنند. تجارب ما در جنگ با روس‌ها به ما آموخته است که حالت جنگی با روس‌ها بهتر از صلح کنونی است. در شرایط جنگی سرزمین‌های تصرف شده توسط روسیه به سرزمین‌هایی تبدیل می‌شد که برای روس‌ها ارزش نگهداری نداشت.— میرزا ابوالحسن خان شیرازی، دنیس رایت (۱۳۶۴)، ایرانیان در میان انگلیسی‌ها، ترجمه کریم امامی، ج۱، تهران نشر نو با همکاری انتشارات زمینه، صص ۱۳۲–۱۳۳ صورت مذاکرات میرزا ابوالحسن خان شیرازی با لرد کاسل‌ری.
در پاسخ به این شکایات به او گفته شد که تعهدات اوزلی قابل اجرا نبودند.
در ۹ جمادی الاخر سال ۱۲۳۵ ه‍.ق/ ۲۴ مارس ۱۸۲۰ م. در آستانهٔ بازگشت ایلچی از انگلستان وزیر امور خارجه انگلیس در نامه‌ای به ایلچی نوشت:
به کاردار انگلیس در تهران دستور داده خواهد شد تمام اقداماتی را که از طرف دولت انگلیس نزد امپراتور روسیه در ارتباط با استرداد اراضی مورد نظر ایران به عمل آمده و علاقمندی دولت انگلیس را به مصالح و منافع اعلی حضرت شاه ایران ثابت می‌کند به اطلاع دولت ایران برساند…— لرد کاسل‌ری، F.o 248/47 Record - Meeting With Abul Hassan. London of Castleagh First-20 June 1819.

### مناطق جدا شده از ایران

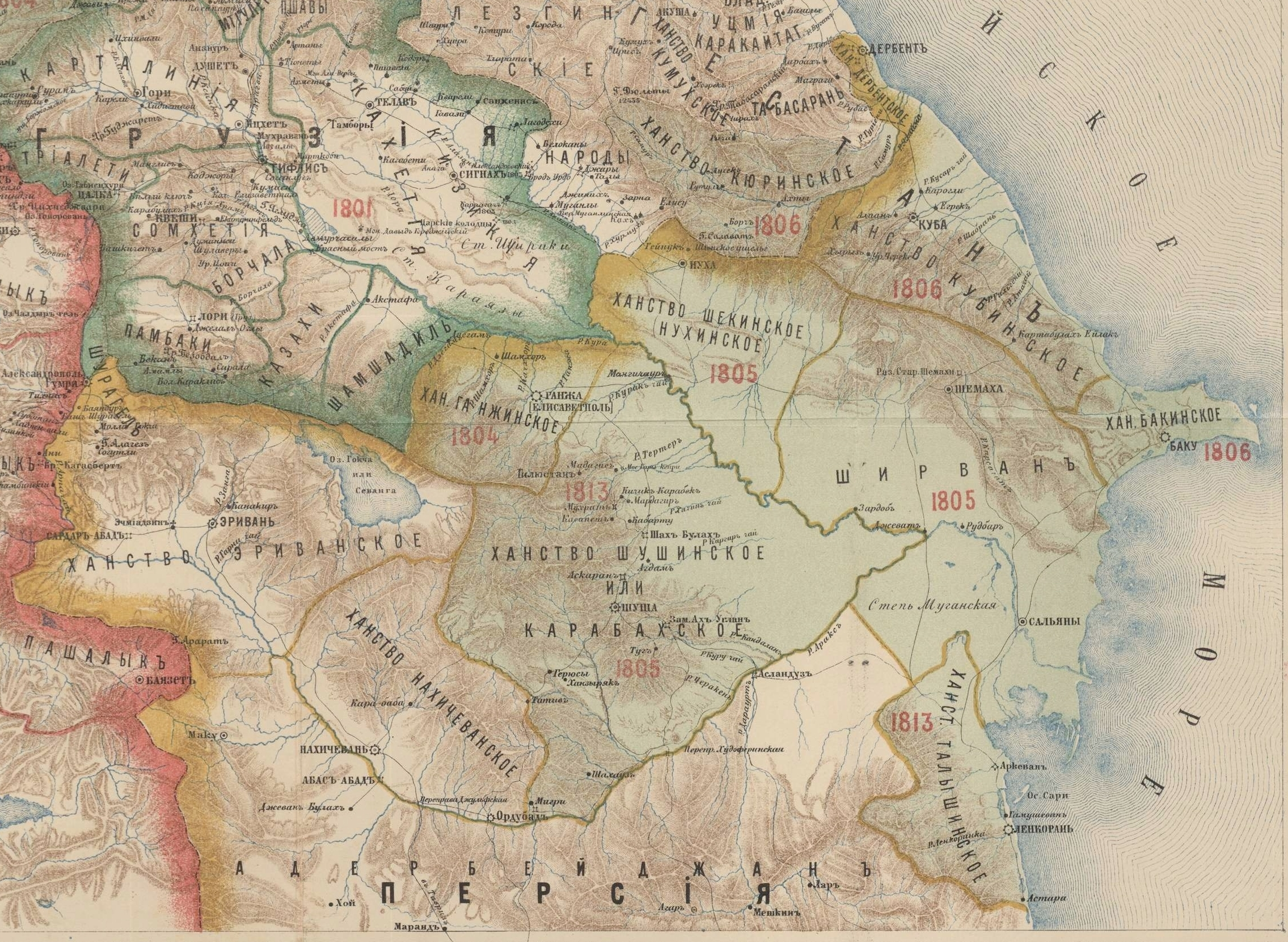
نقشه خانات در ابتدای قرن نوزدهم

در نتیجهٔ عدم توانایی برای استرداد سرزمین‌ها، منطقه‌ای به وسعت تقریبی ۲۲۰ هزار کیلومتر مربع خاکی (شامل حدود ۲۰ هزار کیلومتر مربع از چچن و اینگوش امروزی، حدود ۵۰ هزار کیلومتر مربع از داغستان امروزی، حدود ۸۰ هزار کیلومتر مربع از جمهوری آذربایجان امروزی، حدود ۱۰ هزار کیلومتر مربع از ارمنستان امروزی و حدود ۶۸ هزار کیلومتر مربع از گرجستان امروزی) و ۱۲۰ هزار کیلومتر مربع آبی (از مساحت دریای کاسپین) در نتیجه از دست رفتن بیش از ۱۳۶۰ کیلومتر از خطوط ساحلی دریای کاسپین (جمهوری آذربایجان ۹۵۵ کیلومتر خط ساحلی دارد و ۴۰۵ کیلومتر از ۶۹۵ کیلومتر خط ساحلی روسیه در دریای کاسپین مربوط به داغستان است) و تمام شهرها و شهرک‌ها و روستاهای مناطق غربی گرجستان در ساحل دریای سیاه در کنترل روسیه باقی ماند. به این ترتیب ایران ۲۱٬۹۴۶ کیلومتر مربع از آب‌های سرزمینی و ۳۱۰ کیلومتر خط ساحلی خود از گرجستان در دریای سیاه (سهم گرجستان از دریای سیاه) را از دست داد. بعدها سهم ایران از دریای خزر با توجه به خطوط ساحلی جمهوری آذربایجان و داغستان (نه با توجه به قراردادهای ۱۹۲۱ و ۱۹۴۰ / قرارداد ایران و شوروی ۱۹۲۱) که می‌توانست حدود ۵۰ درصد باشد به حدود ۲۰ درصد یا کمتر از آن کاهش یافت.
لیست مناطق جدا شده:
1. ایالت گنجه
2. ایالت قره‌باغ
3. ولایت شکی
4. ولایت شیروان
5. ولایت قبه
6. ولایت دربند (خانات دربند)
7. ولایت بادکوبه

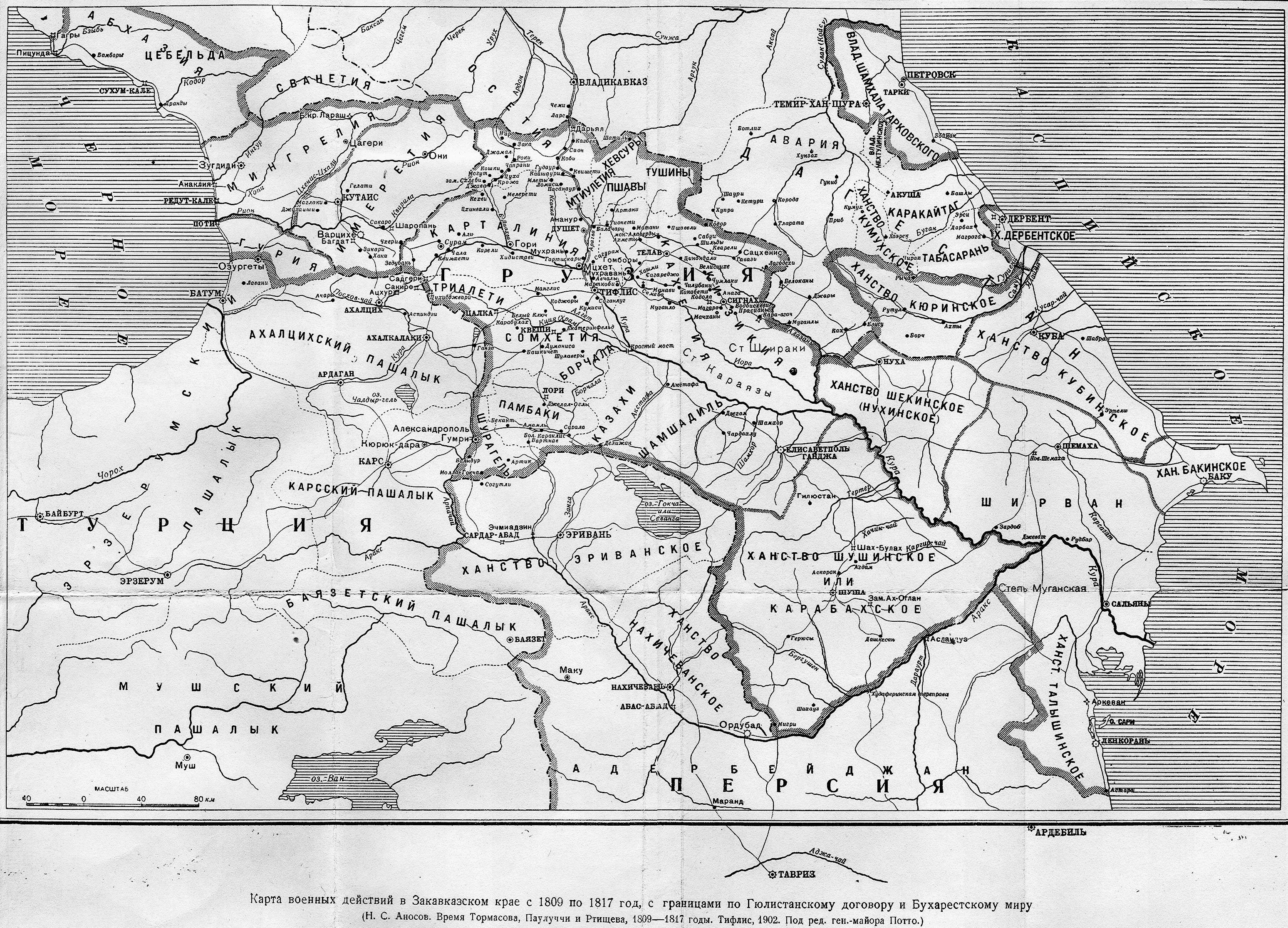
نقشه جنگ قفقاز ۱۸۰۹ تا ۱۸۱۷ میلادی

8. ولایت داغستان (حدود ۷۰ درصد داغستان امروزی)
9. ولایت گرجستان (نیمه شرقی گرجستان)
10. محال شوره‌گل
11. محال آچوق‌باشی (ولایت ایمرتی یا باش آچوق در غرب گرجستان. مسلمانان ولایت ایمرتی در گرجستان غربی را که مرکزش کوتائیس بود، به نام باش آچوق (به زبان ترکی یعنی سر برهنه) می‌خواندند زیرا مردم این دیار سر خود را تنها با یک باشلق می‌پوشاندند)
12. محال گروزیه (کورنه) شامل چچن و اینگوش امروزی
13. محال منگریل (منکریل) (شامل زوگدیدی[مینگرلیا] در غرب گرجستان امروزی)
14. محال آبخاز و سامگرلو (مرگالیا) و گوریا (غرب گرجستان)
15. بخشی از سرزمین تالش (خانات تالش) نیز به تصرف روس‌ها درآمد (هرجا از ولایات تالش را که بالفعل در تصرف روسیه بود) و حاکمیت بدون منازع ایران بر دریای مازندران، خدشه‌دار گردید.

### دوره دوم جنگ‌های ایران و روس
جدی‌ترین نقص در پیمان گلستان، ابهام در تنظیمات ارضی آن بود، به‌عنوان مثال، در مورد منطقهٔ تالش — جایی که به کمیسیون‌های منتخب دوجانبه داده شد تا «مشخص کنند که چه کوه‌ها، رودخانه‌ها، دریاچه‌ها، روستاها و مزارع در خط مرزی نشان‌گذاری می‌شوند.» — حتی اگر یکی از طرفین قرارداد ادعا کند که «به تمامیت ارضی» تحت اصل «وضعیت فعلی» تجاوز شده است، مرزهای مندرج در این پیمان مورد تجدید نظر قرار خواهد گرفت. این موضوع عملاً تضمین کرد که مناقشات ارضی در حقیقت پس از امضای پیمان ادامه خواهند یافت. یکی از مناطق پرمخاطره همچنان منطقه بین دریاچه گوگجه و ایروان بود و اشغال نظامی روسیه در منطقهٔ گوگجه در سال ۱۸۲۵ م، منجر به جنگ دوم روسیه و ایران در ۱۸۲۶–۲۸ م شد.

### پس از فروپاشی روسیهٔ تزاری
پس از انقلاب ۱۹۱۷ (۱۲۹۶ خورشیدی) و در پایان جنگ جهانی اول، در هنگام برگزاری کنفرانس صلح پاریس، تلگراف‌های زیادی از سوی مردم مناطق جداشده در عهدنامه‌های گلستان و ترکمانچای به تهران و پاریس فرستاده شد. مردم در تلگراف‌ها به دولت ایران و کنفرانس صلح پاریس، تقاضا کردند که دو قرارداد گلستان و ترکمانچای لغو بشود و آن سرزمین‌ها و مردمانشان به مالکیت ایران بازگردند.

### در دورهٔ شوروی
عباس جوادی معتقد است که روایت رسمی این عهدنامه در دورهٔ اتحاد جماهیر شوروی و پس از فروپاشی، با روایت تاریخ رسمی پیش از فروپاشی روسیهٔ تزاری متفاوت بود. او می‌گوید:
در زمان شوروی این‌گونه روایت می‌شد که مردم منطقهٔ قفقاز از سیستم فئودالی و خانی‌گری و همچنین از عقب‌ماندگی و تعصب مذهبی حاکمیت ایران خسته شده بودند و خودشان خواهان پیوستن به روسیه بودند؛ بنابراین وقتی روس‌ها آمدند، آن‌ها هم استقبال کردند و به روسیه پیوستند.— عباس جوادی